# 千葉県立茂原工業高等学校
千葉県立茂原工業高等学校（ちばけんりつもばらこうぎょうこうとうがっこう）は、千葉県茂原市に所在した公立の工業高等学校。略称は「茂工」（もこう）。
2006年4月に千葉県立茂原農業高等学校と合併して千葉県立茂原樟陽高等学校工業校舎となった。
現在は校舎は解体され、跡地は、校舎解体と工場増設を条件に800万で沢井製薬に売却工場増設は2024年現在されていない。

## 沿革
- 1963年4月1日 - 開校[1]。
- 1965年11月12日 - 校舎落成式の挙行。この日が創立記念日になる。
- 1987年11月12日 - 校訓「創造」の制定。
- 2006年3月31日 - 閉校。

## 部活動
- サッカー部 - 1972年に全国高等学校総合体育大会サッカー競技大会（インターハイ）出場。

## 卒業生
- プリティ長嶋 - ものまねタレント、千葉県議会議員、元・千葉県市川市議会議員
- 吉井秀仁 - 元・競輪選手、競輪解説者
- 目良明裕 - ライフル射撃選手。ソウル五輪、バルセロナ五輪出場。